# Maria Zintz
Maria Zintz (n. 17 august 1945) este istoric de artă, curator, critic de artă și lector universitar român, de origine germană.

## Biografie
După absolvirea Facultății de Istorie și Filosofie cu specializarea în Istoria Artei la Universitatea Babeș-Bolyai din Cluj, a devenit curator la Muzeul Național al Banatului găzduit de Castelul Huniade din Timișoara, apoi la Muzeul Brukenthal din Sibiu și în cele din urmă la Muzeul Țării Crișurilor din Oradea, unde lucrează de peste 30 de ani.
Ea a organizat peste 160 de expoziții personale, a scris peste 40 de cataloage și are peste 300 de publicații critice de artă în presă. Din 1998, Maria Zintz este membră a secției de critică de artă a Uniunii Artiștilor Plastici din România.
Din 1999 până în prezent predă la Facultatea de Arte Plastice a Universității din Oradea. Din 2002 este șef de catedră, la Facultatea de Arte Vizuale a Universității din Oradea, din din 2008, prodecan al acestei facultăți.

## Publicații
- Lumină, apă, culoare. Editura Uniunii Artiștilor Plastici din România, 1991.
- Lumină și spirit. Editura Muzeul Țării Crișurilor, 1992.
- Ioan Kristófi. Editura Muzeul Țării Crișurilor, 1996.
- Zugravi din Țara Făgărasului. Editura Universității Oradea, 2002.
- Cvartet de pictori. Editura revistei Familia, 2002.
- Artiștii plastici din nordul Transilvaniei victime ale holocaustului. Editura Arca, 2007, ISBN: 978-973-1881-00-3.
- Artiști plastici la Oradea 1850–1950. Editura Muzeul Țării Crișurilor, 2009, ISBN: 978-973-7621-15-3.
- Pictura murală a bisericilor românești din Țara Făgărașului în secolul al XVIII-lea și în prima jumătate a secolului al XIX-lea, Editura Academiei Române, București, 2011, ISBN 978-973-27-2137-7, fascicul extras O familie de zugravi din sudul Transilvaniei: familia de zugravi Grecu